# 澄鑒堂琴譜
《澄鑒堂琴譜》，古琴譜，清朝徐常遇著，徐常遇第三子徐禕（字晋臣）撰輯，於康熙五十七年（1718年）出版，廣陵琴派代表琴譜之一。“扬州琴学，以徐祎为最。祎字晋臣，受知于年方伯希尧（年希尧），为之刊《澄鑒堂琴譜》”（《扬州画舫录》卷9）。

## 琴譜內容
卷前有清康熙四十一年（1702年）壬午重陽日輔國公普照題序，廣寧年希堯題序、白山書輅草序，及康熙四十年（1701年）辛巳夏四月崑山徐秉義書等諸序，後為自敘及琴譜指法，其次為目錄，計三十七曲琴曲。